# سيدي نور الدين
سيدي نور الدين، شيخ مشهور من القرن الحادي عشر (الوفاة: 11 جمادى الأولى) وكان داعي فاطمي إسماعيلي مستعلي. كان رفيقاً للمولى عبد الله (الداعي الإسماعيلي المستعلي) وزار الإمام المستنصر بالله في القاهرة بمصر. انضم إلى المذهب الإسماعيلي المستعلي على يد الداعي الفاطمي مؤيد الدين الشيرازي، وعاد إلى دونجاون، ديكان، الهند لنشر العقيدة. وكان اسمه السابق روب ناث.   يقع ضريحه في دونجاون، مهاراشترا، الهند. 
أخذ داعي يدعى أحمد اثنين من الأيتام الكجراتيين (عبد الله ونور الدين) إلى القاهرة، وقام بتدريبهما على العقيدة الإسماعيلية، وأعادهما إلى كجرات كمبشرين.